# Asura atricraspeda
Asuroides atricraspeda là một loài bướm đêm thuộc phân họ Arctiinae, họ Erebidae.